# 涩柿子队
涩柿子队（日语：／ Shibugakitai *）是日本一支偶像男子组合，由布川敏和、本木雅弘和药丸裕英组成，隶属于杰尼斯事务所。

## 组合成员
| 成员姓名 | 原文姓名             | 出生年月       | 出身地点         | 代表色 |
| -------- | -------------------- | -------------- | ---------------- | ------ |
| 布川敏和 | ／ Fukawa Toshikazu  | 1965年8月4日   | 神奈川县川崎市   | ▉黄色  |
| 本木雅弘 | ／ Motoki Masahiro   | 1965年12月21日 | 琦玉县桶川市     | ▉红色  |
| 药丸裕英 | ／ Yakumaru Hirohide | 1966年2月19日  | 东京都武藏村山市 | ▉蓝色  |

## 组合历史
- 1981年4月17日，由佐藤宗幸出擔綱演出的TBS系電視節目《2年B组的仙八先生（日语：2年B組仙八先生）》，傑尼斯事務所派出布川敏和、木本雅弘、藥丸裕英、葉屋博基四人出演。四人組成組合， 後來其中一名成員葉屋博基決定退團，變成3人組合，最初組合名稱為“仙八三重唱”（仙八トリオ）和“恶童三重唱”（悪ガキトリオ）。1981年，透過雜誌Seventeen票選，決定命名為「涩柿子队」（シブがきトリオ）。
- 1982年5月5日, 發行出道單曲NAI・NAI 16，推出後於Oricon單曲總銷量排行8位，宣傳標語為「YMF正面突破」[注 1]連同第2張單曲《100%…說不定是這樣！》的暢銷成績，他們人氣爆棚，10月16日在愛知縣舉辦的演唱會上，甚至發生了踩踏事件，導致一名女學生當場死亡。
- 同年第12月31日，第24回日本唱片大賞中，擊敗強勁對手，包括松本伊代，小泉今日子，早見優和石川秀美等，榮獲最優秀新人賞，成為繼田原、近藤的傑尼斯第三組最佳新人。並入選紅白歌合戰。
- 1983年，發行第5張單曲《ZOKKON 命》，此單曲榮獲「第25回日本唱片大賞」金偶像獎。
- 1986年，少年队从该事务所出道，在看到其歌唱力和利落的舞蹈的瞬间，成员们都觉得“这绝对赢不了啊~”。这一年，自出道以来连续4年出场的第37届NHK红白歌会也因少年队而落选。
- 1988年8月2日，於東京厚生年金會館發表解散聲明，11月2日於國立代代木第一體育館舉辦解散演唱會。

## 事件
- 起初药丸裕英是中心的位置，不过途中本木雅弘成为了中心。
- 组成当初，站在組合中心的药丸裕英被其他團員稱為「隊長」，但其實「隊長」一職并沒有特別指定。
- 乐队名为『Shibu乐器队』，名称由事务所的社长·Johnny喜多川命名。
- 《ZOKKON 命》的前奏音樂曾直接使用美国摇滚乐队『夜巡者合唱團』的歌曲《Don't Tel Me You Love Me》的前奏，这在音乐杂志等媒体上被作为话题。
- 解散后本木雅弘和布川敏和立即离开杰尼斯事务所。药丸裕英則是於1年后离开杰尼斯事务所。
- 之後3人并未在公共场合露面。但是，无论是本木还是布川，都出演了药丸裕英所主持的《Hanamaru Market》、《Hanamaru咖啡店》。之后本木主演的电影《送行者：禮儀師的樂章》在第81届奥斯卡最佳外语电影奖获奖之际，授奖典礼第二天早晨，药丸在该节目现场直播时采访了本木，实现了久违的两人的共演[1]。此外，布川还作为嘉宾出演了药丸裕英所主持的节目《大叔11》（オジサンズ11）。
- 药丸裕英对象棋和吉川晃司有濃厚的興趣。反过来布川和本木与象棋队关系良好[2]，也去了象棋集训所游玩。
- 2010年的夏天，布川以模仿吃寿司的“不吃荞麦面啊！”之姿出道。这是自解散以来时隔22年來的單獨歌手活动。
- 2012年1月13日，在TBS《准确无误，铛，铛（ぴったんこカン・カン）》中，摄影棚嘉宾由药丸・本木（在电视剧命运之人的宣传节目中前往冲绳）和布川（与妻子一起前往石垣岛和“Shibuke岛”）出演，在同组的解队后首次共同出演。

## 主要出演作品
- 《The Young Best 10》（1981年 - 1982年、東京電視台）
- 《Let's Go Idle》（1982年 - 1986年、東京電視台）－主持人
- 《黄昏喵喵（夕やけニャンニャン）》（1985年 - 1987年、東京電視台）
- 《钦咚！朋友电视（欽ドン!お友達テレビ）》（1986年、富士電視台）
- 《今夜見納め!これが最後のシブがき隊》（1988年、日本電視台）
- 《The Best Ten》（1982年－1988年、TBS）
- 《夜之流行錄影室（日语：夜のヒットスタジオ）》（1982年－1988年、富士電視台）
- 《Let's Go Young（日语：レッツゴーヤング）》（1982年－1986年、NHK）
- 《艳艳唱棚（日语：ヤンヤン歌うスタジオ）》（1982年－1987年、東京電視台）
- 《八點全員集合》（1982年－1985年、TBS）－特別出演
- 《MUSIC STATION》（1986年－1988年、朝日電視台）
- 《志村大爆笑》（1987年－1988年、富士電視台）

### 连续剧
- 2年B组的仙八先生（日语：2年B組仙八先生）（1981年 - 1982年、TBS）
- 女7人あつまれば（1982年 - 1983年、TBS）- 飾 暴走族「黒蜥蜴」成員
- 源大哥（日语：源さん）（1983年5月16日 - 9月26日、日本電視台、月曜日明星劇場）
- 传闻中的薯条男孩（日语：噂のポテトボーイ）（1983年10月13日 - 1984年3月29日、TBS）
- 全明星偶像剧《奔跑青春42.195公里（走れ青春42.195キロ）》（1984年4月11日、東京電視台）
- 两人的恋人·杀手从注入爱!〜浪漫的连续杀人事件（ふたりの恋人・殺し屋から愛をこめて!〜ロマンチック連続殺人）（1984年8月18日、TBS）
- シブがき隊のスシ食いねェ!（1986年5月5日、富士電視台、月曜劇場）
- 再见只有一次……（さよならは一度だけ…）（1988年11月4日、フジテレビ、金曜日兩性推理劇場）

### 電影
- 澀柿隊：男孩與女孩（シブがき隊 ボーイズ & ガールズ）（1982年7月10日）
- 三等高校生（1982年12月18日）
- 耳机摇篮曲 （ヘッドフォン・ララバイ）（1983年7月16日）
- Barrow Gang BC （1985年4月27日）

### 電台
- 静音三重奏夜晚交错！（シブがきトリオ 夜をまるかじり!）（日本放送）
- 澀柿子隊hot！热门！突然?!（シブがき隊 ホット!ヒット!!はっと?!）（日本放送、折茂政夫共演）
- 澀柿子隊 青春投接球（シブがき隊 青春キャッチボール）（TBS放送）
- 澀柿子隊 模拟生成（シブがき隊 マジジェネレーション）（TBS放送）
- Lion request 30·澀柿子隊的我们是真的!（ライオン リクエスト30・シブがき隊の俺たちマジだぜ!）（文化放送）
- 澀柿子隊的Super Gang（シブがき隊のスーパーギャング）（TBS放送－1986年4月～9月、木曜担当）

### 廣告
- House食品

## 音乐作品

### 單曲
1. NAI・NAI 16 （1982年5月5日）
2. 什麼都無16歲（シックスティーン）（1982年5月5日）
3. 100％...也許吧！（100%・・・SOかもね！）（1982年7月21日）
4. ZIG ZAG17歲（ジグザグセブンティーン）（1982年10月28日）
5. 處女衝擊 （ヴァージンショック）（1983年2月25日）
6. ZOKKON 命 （ゾッコン・ラブ）（1983年5月5日）
7. Hey! Bep-pin（ヘイ!ベッピン）（1983年8月8日）
8. 挑撥∞（挑発∞）（1983年10月13日）
9. 日本武士（サムライ・ニッポン）（1984年1月15日）
10. 喝!（1984年3月30日）
11. 貓與狗（キャッツ&ドッグ）（1984年6月1日）
12. 真了不起富士山（アッパレ! フジヤマ）（1984年7月7日）
13. 混蛋 !伊達男（べらんめぇ! 伊達男）（1984年10月3日）
14. 男志氣 （男意ッ気）（1985年1月11日）
15. DJ in My Life（1985年4月3日）
16. 月光淑女!（ムーン・ビーナス）（1985年6月29日）
17. KILL（1985年10月2日）
18. 老虎！老虎！老虎！（トラ! トラ! トラ!）（1986年1月22日）
19. 吃壽司吧！（日语：スシ食いねェ!）（1986年2月1日）
20. OH! SUSHI（1986年4月10日）
21. 飛躍夏日火女郎（飛んで火に入る夏の令嬢）（1986年6月1日）
22. 千夜之吻俱樂部（千夜一夜キッス倶楽部）（1986年9月5日）
23. 戀人Blvd（恋人達のBlvd.）（1986年11月21日）
24. 夢高峰（ドリーム・ラッシュ）（1987年3月21日）
25. 激動的反逆（反逆のアジテイション）（1987年7月22日）
26. 不單是演歌（演歌なんて歌えない）（1987年11月21日）
27. PSST PSST（1988年2月26日）
28. 像愛友情（恋するような友情を）（1988年7月15日）
29. 忽忘妳（君を忘れない）（1988年10月8日）

### 專輯
1. Boys & Girls（ボーイズ & ガールズ）（1982年7月1日）
2. for'83 -We come together,we'll run together-（1982年12月1日）
3. 夏・Zokkon -Memories For You-（1983年7月1日）
4. Love∞MUGENDAI（1983年11月21日）
5. “純情元年五月五日” 〜LOVE from HONOLULU〜（1984年5月5日）
6. Honesty 真實（1984年12月8日）
7. Barrow gang BC ～From桑港～（1985年4月21日）
8. EXOTIC（エキゾティック）（1985年11月21日）
9. 5th ANNIVERSARY（1986年5月5日
10. 情熱的新世界 -PASSIONATE PARADISE-（1986年7月21日）
11. HOROSCOPE（ホロスコープ）（1986年12月21日）
12. NEXT STAGE（1987年5月5日）
13. PSST PSST（1988年3月16日）

### 精選輯
1. BEST OF SHIBUGAKI-TAI （2000年6月21日）

### CD重新包裝版
1. 澀柿子隊1982-1988（2008年6月10日）

### 影音
1. 88,11,2澀柿子隊解散演唱會（1988年）

### 脚注
1. ↑  “YMF”是“Y（藥丸裕英）、M（本木雅弘）、F（布川敏和）暱稱”的代號

### 出典
1. ↑  . nikkansports.com. 2009-02-24  [2017-05-21]. （原始内容存档于2019-12-06）.
2. ↑  . デイリースポーツオンライン. 2016-10-23  [2017-05-21]. （原始内容存档于2020-10-24）.

### 文献
- 矢野利裕（日语：矢野利裕）.《杰尼斯与日本》（ジャニーズと日本）.讲谈社（日本：东京）.现代新书（日语：講談社現代新書）.2016年12月20日 ISBN 978-4-06-288402-0